# Rolf Ziegler
Rolf Ziegler (ur. 17 stycznia 1951 w Stuttgarcie) – niemiecki lekkoatleta (płotkarz i sprinter) startujący w barwach RFN, wicemistrz Europy z 1974.
Odpadł w eliminacjach biegu na 400 metrów przez płotki na mistrzostwach Europy juniorów w 1970 w Paryżu. Odpadł w półfinale tej konkurencji na igrzyskach olimpijskich w 1972 w Monachium.
Na mistrzostwach Europy w 1974 w Rzymie zdobył srebrny medal w sztafecie 4 × 400 metrów. Zastąpił w finale kontuzjowanego Bernda Herrmanna. Sztafeta RFN biegła w składzie Hermann Köhler, Horst-Rüdiger Schlöske, Karl Honz i Ziegler na ostatniej zmianie. Ziegler wystąpił na tych mistrzostwach również w biegu na 400 metrów przez płotki, w którym zajął 8. miejsce w finale. Zwyciężył w biegu na 400 metrów przez płotki na uniwersjadzie w 1975 w Rzymie, a na uniwersjadzie w 1977 w Sofii zdobył dwa brązowe medale: w biegu na 400 metrów przez płotki i w sztafecie 4 × 400 metrów.
Ziegler był mistrzem RFN w biegu na 400 metrów przez płotki w 1974 i 1976, wicemistrzem w 1977 oraz brązowym medalistą w 1972 i 1973, a także mistrzem w biegu na 110 metrów przez płotki w 1976.
Rekord życiowy Zieglera w biegu na 400 metrów przez płotki wynosił 49,55 s (ustanowiony 21 lipca 1972 w Monachium).